# Patuá macaense
Patuá macaense, também chamada Crioulo macaense, Patuá di Macau, Papia Cristam di Macau, Doci Papiaçam di Macau ou ainda de Macaista Chapado, e língu maquista, é uma língua crioula de base portuguesa formada em Macau a partir do século XVI, influenciada pelas línguas chinesas, malaias e cingalesas. Sofre também de alguma influência do inglês, do tailandês, do japonês e de algumas línguas da Índia.
Actualmente continua a ser ainda falado por um pequeno número de macaenses que vivem em Macau ou no estrangeiro, na sua maioria já com uma idade avançada.

## História e evolução
Este crioulo foi originalmente desenvolvido pelos macaenses e, ao longo dos séculos, sofreu muitas mudanças na sua gramática, fonética e vocabulário para responder à evolução da demografia e da cultura de Macau. Alguns estudiosos dividem o patoá em dois tipos: o arcaico, falado até século XIX, e o moderno, desenvolvido e falado a partir do século XIX e muito influenciado pelo cantonês.
O Patuá era dominado e falado por um grande número de macaenses e por alguns chineses de Macau, principalmente as esposas chinesas de portugueses. Para eles, o patuá é mais fácil de aprender e pronunciar visto que este crioulo tem influências chinesas. Até ao séc. XIX, ele tornou-se numa língua importante de comunicação entre os macaenses, os chineses e os portugueses, e contribuiu bastante para o desenvolvimento sócio-económico da Cidade. Mas, mesmo durante o seu apogeu, o número de falantes deste crioulo era relativamente baixa, não ultrapassando as dezenas de milhares.
Durante todo o séc. XIX, muitos macaenses (um grupo deles já emigraram para a recém-formada colónia britânica de Hong-Kong durante o séc. XIX) continuaram a falar o Patuá em oposição ao Português-padrão (falado em Portugal) usado pelas autoridades portuguesas de Macau, embora este crioulo não gozasse de nenhum estatuto oficial ou especial. Muitos deles usavam o Patuá como um meio para criticar satiricamente as autoridades. José dos Santos Ferreira é um dos poucos escritores e poetas de Macau que utilizam este crioulo nas suas obras.
Nos finais do séc. XIX, a importância e o uso do Patuá diminuiu drasticamente porque o Governo Central de Lisboa começou a efectuar uma série de reformas educativas para implementar o Português de Portugal em todas as colónias portuguesas, tornando-o numa língua-padrão de comunicação dentro do Império Português. Macaenses de alta estirpe social gradualmente deixaram de usar o Patuá e a adoptarem o Português-padrão ensinado nas escolas, tendo passado a encarar este crioulo como uma língua mais apropriada para as classes baixas, considerando-o um tipo de "Português primitivo". As reformas educativas foram um sucesso, com o número de falantes do Patuá a continuar a descer drasticamente porque este crioulo perdeu a sua importância de ser uma língua de comunicação entre os chineses, os macaenses e os portugueses.
Esta diminuição do uso do Patuá foi tão forte que, actualmente, ele está em via de extinção, com cada vez menos macaenses que dominam este crioulo. O português, bem como o inglês e o cantonês (cada vez mais portugueses dominam este dialecto), tornaram-se nas novas línguas de comunicação entre eles. Em Macau, existem várias instituições culturais, tais como o famoso "Grupo de Teatro Dóci Papiáçam di Macau", e grupos de macaenses que querem salvar e divulgar este crioulo, uma língua única e histórica de Macau. Esforçaram-se para proteger este crioulo, fazendo muitas peças teatrais e música em Patuá e também publicando um Dicionário Português-Patuá, em 2001. Eles pretendiam também incluir o Patuá no Patrimônio Oral e Imaterial da Humanidade da UNESCO.
Apesar deste esforço e do carácter único do Patuá, este crioulo recebeu muita pouca atenção dos estudiosos de línguas e da comunidade internacional, constituindo um facto lamentável.

## Vocabulário
A maioria do vocabulário do Patuá é derivado do português e também do malaio e de crioulos de base portuguesa formados na Península Malaia (nomeadamente o Kristang), da língua sinhala, de crioulos Indo-Portugueses e do Cantonês. Exemplos de palavras de origem portuguesa: Macau, casa (casa), mae (mãe) e filho (filho); de origem malaia: sapeca (moeda) e copo-copo (borboleta); de origem cingalesa e indiana: fula (flor) e lacassa ("vermicelli"); e de origem cantonensa: amui (rapariga) e laissi (os chamados "pacotes vermelhos").

## Gramática e ortografia
Tal como muitas línguas asiáticas, o Patuá tem falta de artigos definidos, de pronomes pessoais (ex: io que significa "Eu" e "meu") e as suas formas verbais não mudam com as pessoas gramaticais (ex: io sam significa "Eu sou" e ele sam significa "Ele é").
Os verbos que transmitem acções contínuas são compostos, além do verbo em si, pela partícula ta (derivado do verbo português "está"), e aqueles que transmitem acções já completas (acções do passado) são compostos, além do verbo em si, pela partícula ja (derivado do advérbio português "já").
O Patuá tem uma maneira muito especial, também utilizada na gramática malaia, para fazer o plural das palavras que consiste em duplicar a própria palavra, como a malaia (exs: casa-casa = "casas"; china-china = "pessoas ou coisas chinesas"; cedo-cedo = "muito cedo").
Este crioulo não tem um padrão na ortografia e na escrita.

## Exemplos
Exemplo de um poema em patuá:
| Patuá             | Tradução para português         |
| Nhonha na jinela  | A moça na janela                |
| Co fula mogarim   | Com uma flor de jasmim          |
| Sua mae tancarera | Sua mãe é uma Chinesa pescadora |
| Seu pai canarim   | Seu pai é um Indiano Português  |
Exemplo de um outro poema:
| Patuá                          | Tradução para português           |
| Língu di gente antigo di Macau | A língua da gente antiga de Macau |
| Lô disparecê tamên. Qui saiám! | Vai desaparecer também. Que pena! |
| Nga dia, mas quanto áno,       | Um dia daqui a alguns anos        |
| Quiança lô priguntá co pai-mai | A criança perguntará aos pais     |
| Qui cuza sä afinal             | O que é afinal                    |
| Dóci papiaçam di Macau?        | A "língua doce" de Macau?         |